# Puente Çeşnigir
El puente Çeşnigir es un puente medieval que cruza el río Kızılırmak entre las ciudades de Karakeçili y Köprüköy en la provincia de Kırıkkale, en Turquía. Fue construido durante el período del sultanato selyúcida de Rum.

## Historia
No hay un registro preciso de cuándo se construyó el puente, pero se ha datado en el siglo XIII basándose en fuentes arquitectónicas e históricas. La tradición dice que el ejército de Timur pasó por el puente en su camino a la batalla de Ankara en 1402. El arquitecto Mimar Sinan supervisó la reconstrucción del puente como parte de los preparativos para la Expedición Egipcia de Yavuz Sultan Selim. Hubo más reparaciones durante el siglo XX.
El puente estuvo abierto al tráfico de vehículos hasta 1989, cuando se cerró debido a la subida del nivel del agua tras la construcción de la presa de Kapulukaya. Aunque ahora el puente solo está abierto a los peatones, los trabajos de restauración en 2010 fueron llevados a cabo por la Dirección de Carreteras de la 4.ª Región.

## Construcción
El puente se construyó con piedra cortada y mide 110 metros (360,9 pies) y 6 metros (19,7 pies) de ancho. Tiene un total de 12 arcos, nueve principales y otros tres para reducir el peso de los pilares. El puente es un ejemplo notable de la arquitectura selyúcida.